# استان ساموت ساکون
استان ساموت ساکون (تایلندی: สมุทรสาคร, تلفظ sā.mùt sǎ:.kʰɔ̄:n) یکی از استان‌های کشور تایلند است. استان ساموت ساکون ۸۷۲٫۳ کیلومتر مربع مساحت و ۵۶۸٬۴۶۵ نفر جمعیت دارد. این استان که در شمال خلیج تایلند قرار دارد از لحاظ جمعیت در رتبه هفتاد و دوم، از لحاظ جمعیت در رتبه پنجاه و سوم و از لحاظ تراکم جمعیت در رتبه چهارم در بین ۷۶ استان کشور تایلند قرار دارد.

## ریشه‌شناسی
واژه ساموت در زبان سانسکریت برگرفته از واژه "سامودرا" (samudra) به معنی اقیانوس و واژه ساکون برگرفته از نام "ساگارا" (sagara) به معنی دریاچه است.

## تاریخ
قدیمی‌ترین نام این منطقه تا چین بوده که احتمالاً اشاره به این واقعیت است که آنجا یک بندر تجاری بود که کشتی‌های جانک به آن وارد میشده‌اند، در سال ۱۵۴۸ شهر ساکون بوری پایه‌گذاری شده و در سال ۱۷۰۴ میلادی به ماهاچای تغییر نام پیدا کرد و سپس توسط مانگکوت پادشاه تایلند به نام فعلی تغییر نام پیدا کرده است.

## جغرافیا
این استان از سمت غرب با استان ساموت سونگخرام و استان راتچابوری، سمت شمال با استان ناخون پاتوم و سمت شرق بانکوک همسایه است.
سرچشمه رود چا چین کلونگ در استان ساموت ساکون قرار دارد و رود چائو پرایا از آن عبور می‌کند به خلیج تایلند می‌ریزد و از سواحل آن نمک دریایی استخراج می‌شود.

## نمادها
کشتی جانک و همین‌طور دودکشی سیگار مانندی که از آن دود خارج می‌شود و در کنار ساحل قرار دارند در پرچم و نماد استان ساموت ساکون دیده می‌شود که هر دوی آن اشاره به سنت‌های تجاری قدیمی و صنایع محلی آن اشاره دارد.

## اقتصاد
ساموت ساکون استان پیشرو در تولید نمک دریایی در کشور تایلند است، براساس یک نظرسنجی در سال ۲۰۱۱ میلادی، ۱۲٬۵۷۲ مجموعه تولید نمک توسط ۲۴۲ خانواده فعال بوده است.

## بخش‌ها
این استان دارای ۳ بخش به نام‌های بخش موانگ ساموت ساکون، بخش کراتوم بان و بخش بان پائو می‌باشد، همچنین این سه بخش دارای ۴۰ کومونه و ۲۸۸ روستا می‌باشد.